# Payudan Nangger
Payudan Nangger is een bestuurslaag in het regentschap Sumenep van de provincie Oost-Java, Indonesië. Payudan Nangger telt 2030 inwoners (volkstelling 2010).